# 低插拔力插座

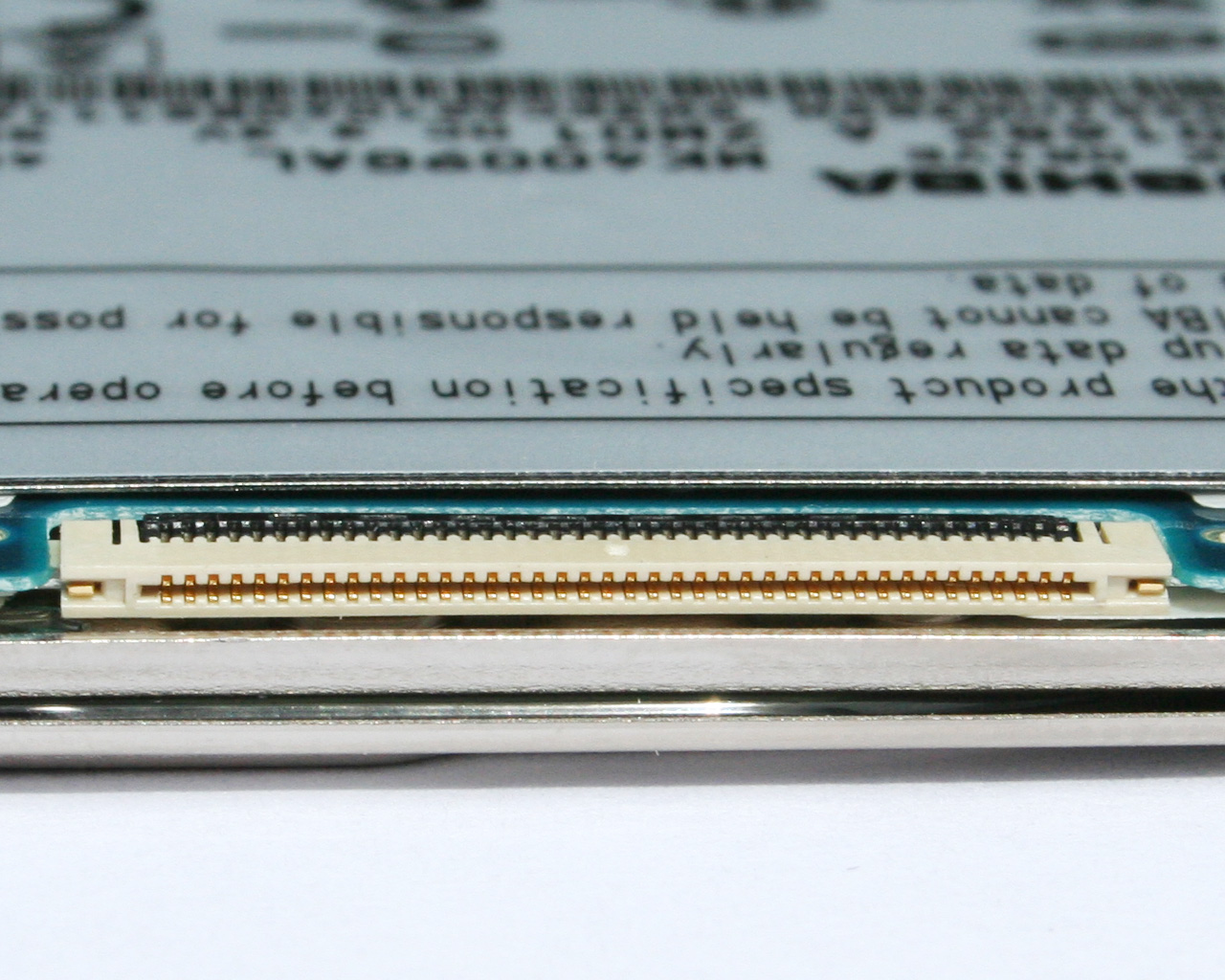
包含LIF控制器的1.8寸硬盘

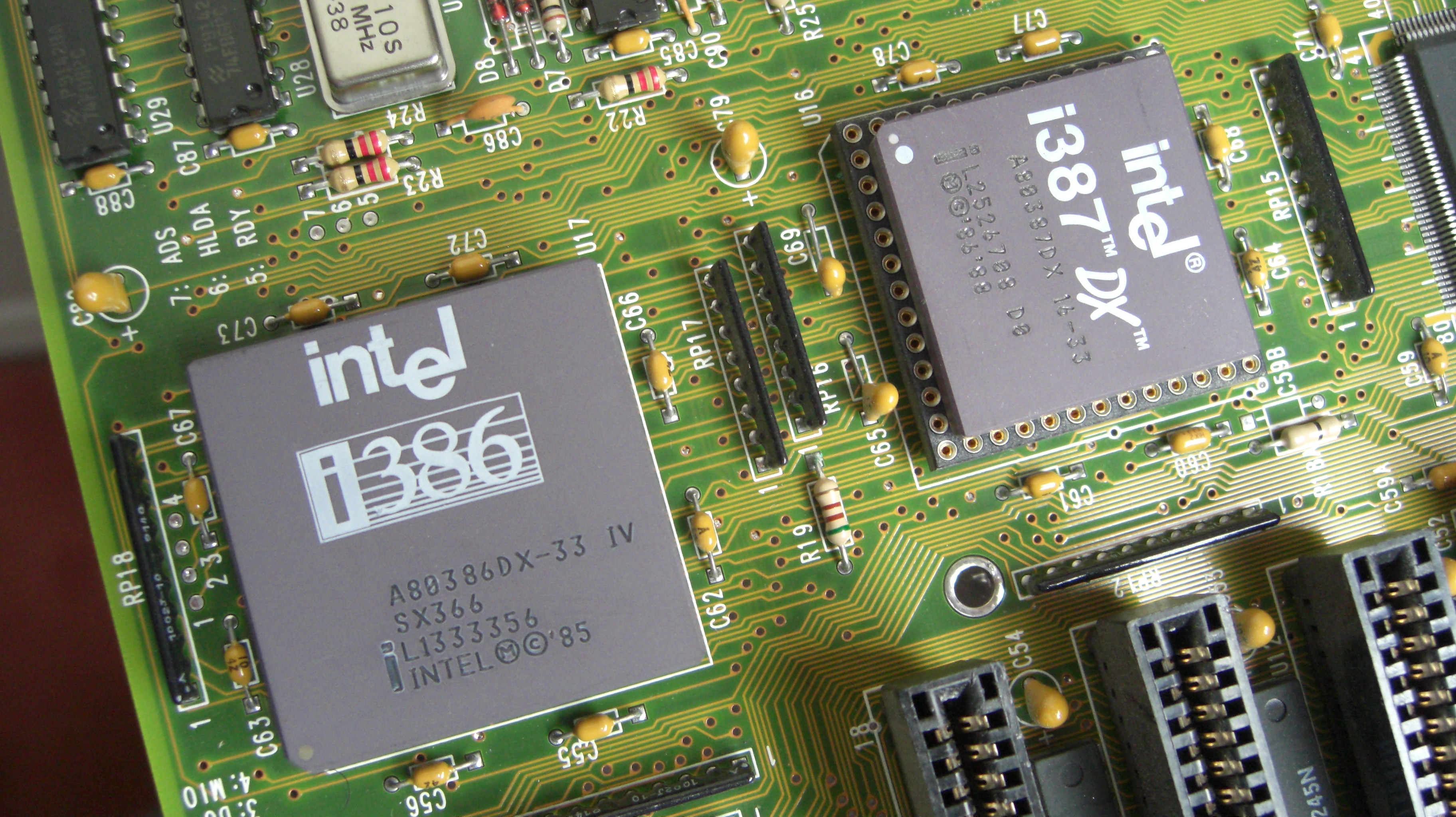
以LIF封装方式安装在主板上的Intel80386和80387

低插拔力插座（LIF）是一种用于集成电路插座的技术，其设计使插入或取出封装所需的力很低。

## 优点和缺点
最初，LIF连接器被设计为与零插入力（ZIF）连接器相比更便宜的替代品，以方便设备的编程和测试。与标准IC插座相比，它们在器件和插座的接触点之间实现了较低的摩擦力，使器件的插入和取出更加容易，同时也不需要ZIF插座中使用的复杂机制。但是，LIF连接器也有一些缺点。它的缺点是触点之间的握力较低，而且触点会更快地氧化，降低连接器的寿命。随着个人电脑处理器频繁变化的出现，出现了对这些系统的需求。英特尔推出了LIF插座系统，其中处理器被插入插座中，而不是由杠杆固定。这种类型的插座被用于某些类型的386和早期的486s。这种类型的插座已逐渐被ZIF插座所取代，尽管LIF插座至今还被用于现代1.8英寸的硬盘上。